# Klaus Schaller
Klaus Schaller (3. července 1925 Mysłakowice, Výmarská republika – 17. května 2015 Bochum, Německo) byl německý pedagog, univerzitní profesor pedagogiky, komeniolog, příležitostný herec a recitátor.

## Životopis
Narodil se ve vesnici Mysłakowice, která kdysi patřila k Výmarské republice a dnes je v Polsku. Jeho otec byl rektor.
Po maturitě nastoupil na přípravný kurz učitelů na Pedagogické akademii v Kettwigu. Poté studoval pedagogiku, filozofii, němčinu a divadlo na Kolínské univerzitě. Po disertační a habilitační práci na Univerzitě Johanna Gutenberga v Mohuči mu byla v roce 1959 nabídnuta pozice na Pedagogické univerzitě v Bonnu, kterou dva roky vedl jako rektor. V roce 1965 nastoupil na nově založenou Porúrskou univerzitu v Bochumi a jako jeden z prvních jmenovaných profesorů byl jmenován děkanem. Působil jako dlouholetý ředitel Institutu pro vzdělávání.
Jeho prvními vědeckými pracemi byly publikace o Janu Ámosu Komenském, díky nimž získal vysoké mezinárodní uznání. Výsledkem byly úzké akademické a osobní vztahy s českými kolegy, zejména s Janem Patočkou, jedním ze signatářů a mluvčích Charty 77. Pro Jana Patočku i pro další disidenty se stal jedním z nejdůležitějších kontaktů v západních zemích a podílel se na vydávání Patočkových spisů. V roce 1970 založil jediné výzkumné středisko Komenského organizované mimo Československo, jehož význam byl před rokem 1990 uznáván na Východě i na Západě.
Když v roce 1990 odešel do důchodu, pravidelně přispíval do místního rozhlasu, hrál na menších studiových pódiích, působil jako recitátor a věnoval se Carlu Arnoldu Kortumovi, německému lékaři, který je ale známější svou prózou a poezií.
Je držitelem čestných doktorátů z Karlovy univerzity v Praze a Zemědělské a veterinární univerzity v Kluži, v roce 1997 obdržel Pamětní medaili Jana Patočky udělovanou Akademií věd České republiky a státní vyznamenání - medaili Za zásluhy I. třídy od českého prezidenta Václava Havla.
Zemřel 17. května 2015 ve věku 89 let v Bochumi.